# این‌لی (چای)
این‌لی (به ترکی استانبولی: İnli) یک منطقهٔ مسکونی در ترکیه است که در چای (شهر) واقع شده‌است.